# Elecciones generales de Nicaragua de 2011
Las elecciones generales de Nicaragua de 2011 se llevaron a cabo el domingo 6 de noviembre de 2011 Un total de 3.4 millones de nicaragüenses saldrían a las urnas a votar para elegir al Presidente de Nicaragua y a Diputados nacionales, departamentales y del parlamento centroamericano.El presidente, Daniel Ortega, ganó la reelección para un segundo mandato consecutivo en estas elecciones, con una victoria aplastante.

## Antecedentes

### Regreso del FSLN al gobierno
El Frente Sandinista de Liberación Nacional (FSLN) regresó al poder con Daniel Ortega como presidente en 2007 tras perder las elecciones generales de 1990 ante la Unión Nacional de Oposición (UNO) y su candidata, Violeta Barrios de Chamorro. Fue la tercera elección (1984, 1990, 2011) en que el Frente Sandinista de Liberación Nacional participó estando en el poder.

### Limite de mandatos
Aunque la Constitución había prohibido la reelección de un presidente en funciones, el Tribunal Constitucional dictaminó en 2009 que la prohibición era inaplicable y que Ortega podía volver a postularse a otro mandato en 2011.

## Sistema electoral
Las elecciones legislativas operan dentro de un sistema de votación de representación proporcional por listas, por lo que el porcentaje de votos que recibe cada partido le otorga la misma proporción de escaños en la legislatura, sin límite mínimo de votos. El 62,69% de los votos que Ortega recibió en las elecciones se tradujo en casi dos tercios de los escaños gubernamentales para su partido, quedando a solo unos pocos escaños de los dos tercios necesarios para enmendar la Constitución en Nicaragua.

## Candidatos

### Frente Sandinista de Liberación Nacional
Daniel Ortega, coordinador de la Junta de Reconstrucción Nacional (1979-1985), ascendió a la presidencia tras las elecciones de 1984. Ortega, secretario general del Frente Sandinista de Liberación Nacional (FSLN), fue presidente de Nicaragua entre 1985 y 1990 y candidato presidencial del FSLN en 1990, 1996, 2001 y 2006.  En las elecciones generales de 2006, Ortega ganó con el 37,99% de los votos. Daniel Ortega obtuvo el primer lugar en todas las encuestas importantes antes de las elecciones. Ortega llevó a cabo su campaña con una plataforma contra la pobreza, atrayendo un amplio apoyo de todo el país.  Luego de que se contara el 85,2% de los votos, el Consejo Electoral dijo que Ortega tenía el 62,69% de los votos y Fabio Gadea, del Partido Liberal, el 30,96%. Confirmaron la victoria de Ortega el 8 de noviembre.

### Partido Liberal Independiente
Fabio Gadea Mantilla es un periodista radial, escritor y político. Es propietario y cofundador de la emisora de noticias Radio Corporación. También representa a Nicaragua como diputado al Parlamento Centroamericano y fue presidente de ese organismo en 2004-2005, además de haber sido miembro de su Comisión de Educación, Cultura, Deportes, Ciencia y Tecnología desde 2007.

### Partido Liberal Constitucionalista
Arnoldo Alemán fue presidente de Nicaragua de 1997 a 2002. A principios de la década de 1990 se convirtió en alcalde de Managua después de servir durante dos meses como concejal en Managua. Fue popular debido a sus proyectos de renovación urbana que ayudaron a embellecer la ciudad, gravemente dañada y nunca reconstruida después de un terremoto de 1972. A Alemán se le prohibió constitucionalmente postularse para otro mandato, y fue sucedido por su vicepresidente, Enrique Bolaños. Surgieron acusaciones de que Alemán estaba ocultando una corrupción masiva en su administración. Al final de su presidencia, se dispuso de información pública sobre presuntos actos de corrupción cometidos durante su gobierno.

## Encuestas de opinión
| Encuesta               | Fecha                       | Ortega FSLN | Mantilla PLI | Alemán PLC | Otro/a | NS/NR |
| ---------------------- | --------------------------- | ----------- | ------------ | ---------- | ------ | ----- |
| Encuesta               | Fecha                       |             |              |            | Otro/a | NS/NR |
| Consultora Siglo Nuevo | Octubre de 2011             | 59,6%       | 15.0%        | 13.1%      | 0.8%   | 11.5% |
| Cid66                  | 10-16 de septiembre de 2011 | 46%         | 34%          | 10%        | 1%     | 9%    |
| Cid66                  | Septiembre de 2011          | 44%         | 32%          | 13%        | 1%     | 10%   |
| Consultora Siglo Nuevo | Agosto de 2011              | 57,1%       | 15.8%        | 7.3%       | 1.7%   | 18.1% |
| M&R Consultores        | Junio de 2011               | 56,5%       | 14.1%        | 5.8%       | 1.2%   | 22.4% |
| CID Gallup             | Mayo de 2011                | 38%         | 28%          | 14%        | 4%     | 16%   |
| CID Gallup             | Enero de 2011               | 36%         | 17%          | 23%        | -      | 24%   |

### Elecciones presidenciales
Encuesta Cid66
| Partido | Partido | Candidato            | Enero 2011 | Mayo 2011 | Septiembre 2011 | Octubre 2011 |
| ------- | ------- | -------------------- | ---------- | --------- | --------------- | ------------ |
|         | FSLN    | Daniel Ortega        | 36%        | 38%       | 44%             | 46%          |
|         | PLI     | Fabio Gadea Mantilla | 17%        | 28%       | 32%             | 34%          |
|         | PLC     | Arnoldo Alemán       | 23%        | 14%       | 13%             | 10%          |
|         | Otros   | Otros partidos       | N/D        | 4%        | 1%              | 1%           |
|         | N/D     | Sin responder        | 24%        | 16%       | 100%            | 9%           |

## Campaña

### Frente Sandinista de Liberación Nacional
La campaña fue representada por el tema "Nicaragua Triunfará". Fue la más costosa de entre todos los partidos participantes.

### Partido Liberal Independiente
La Campaña del Partido Liberal Independiente fue la campaña que ocupó el 3° lugar en costo.

### Partido Liberal Constitucionalista
Esta Campaña se desarrolló por sacar en cara los logros hechos por el expresidente Arnoldo Alemán y que cubrían nuevamente la infraestructura vial de Nicaragua y crecer del 2,5% al 8,7% anual para dar un empujón al desarrollo de Nicaragua. La campaña fue la 2° más costosa incluyendo la rifa de una Casa y un automóvil para las personas que tuvieran entre 16 a 26 años de Edad.

### ALN y APRE
Estas fueron las campañas más pobre que ocuparon el 4° y 5° lugar respectivamente, con planes de gobierno fracasados y de igual manera los candidatos que siempre ocuparon los mismos lugares en las encuestas y fueron los más exiliados por la gente de las elecciones.

## Conducta

### Incidentes y Enfrentamientos
Entre los incidentes y enfrentamientos se contabilizan en la mayoría de las campañas del PLI, ya que siempre eran impedidos por el partido de Gobierno FSLN y ambos se enfrentaban, por lo cual siempre había heridos, golpeados y apresados. Fabio Gadea Mantilla del PLI, advirtió que ellos no se dejarían detener por nada y que estas acciones solo son temor al saber que las elecciones lo podrían dejar sin presidencia.
Todos los Partidos en contienda solo iban en contra de la Alianza PLI-MRS ya que le PLC de Arnoldo Alemán competía en desventaja contra su consuegro además del pacto con Daniel Ortega y el FSLN que además así mismo pactando con los partidos ALN y APRE.

## Desarrollo
El Consejo Supremo Electoral se negó a acreditar a los observadores tradicionales, nacionales o extranjeros, incluyendo a la Centro Cárter o a los grupos Ética y Transparencia, Instituto para el Desarrollo y la Democracia (IPADE), y Hagamos Democracia. Real Instituto Elcano. El Consejo Supremo Electoral rechazó estos organismos porque alegaba que no eran neutrales. Emmet Lang, magistrado sandinista del CSE, declaró que "los organismos que se pronuncien y tengan sesgo político no son observadores electorales", haciendo referencia a Ética y Transparencia y el IPADE. En su lugar invitó a un llamado "consejo de expertos" de 12 naciones de la región, donde destaca el CEELA, el Protocolo de Tikal y el Protocolo de Quito además la Observación Nacional del Consejo Nacional de Universidades (CNU).
Para las elecciones, se establecieron unas 11.308 juntas receptoras en 4.047 centros de votación. Fueron desplegados unos 13.800 policías y 8.000 soldados del ejército. Los resultados preliminares no fueron entregados hasta un poco antes de la medianoche del 6 de noviembre, hora local.

## Resultados

### Presidente
| Candidato     | Candidato            | Partido                                  | Primera vuelta | Primera vuelta |  |
| Candidato     | Candidato            | Partido                                  | Votos          | %              |  |
| ------------- | -------------------- | ---------------------------------------- | -------------- | -------------- |  |
|               | Daniel Ortega        | Frente Sandinista de Liberación Nacional | 1,569,287      | 62,46          |  |
|               | Fabio Gadea Mantilla | Partido Liberal Independiente            | 778,889        | 31,00          |  |
|               | Arnoldo Alemán       | Partido Liberal Constitucionalista       | 148,507        | 5.91           |  |
|               | Enrique Quiñonez     | Alianza Liberal Nicaragüense             | 10,003         | 0.40           |  |
|               | Rogér Guevara        | Alianza por la República                 | 5,898          | 0.23           |  |
|               |                      |                                          |                |                |  |
| Total         | Total                | Total                                    | 2,512,584      | 100            |  |
| Participación | Participación        | Participación                            | 2,512,584      | 73,09          |  |

#### Por departamento
| Departamentos      | Daniel Ortega | Daniel Ortega | Fabio Gadea | Fabio Gadea | Arnoldo Alemán | Arnoldo Alemán | Enrique Quiñónez | Enrique Quiñónez | Roger Guevara | Roger Guevara |       |
| Departamentos      | Votos         | %             | Votos       | %           | Votos          | %              | Votos            | %                | Votos         | %             |       |
| ------------------ | ------------- | ------------- | ----------- | ----------- | -------------- | -------------- | ---------------- | ---------------- | ------------- | ------------- | ----- |
| Departamentos      | Boaco         | 18,163        | 46.14%      | 18,034      | 45.81%         | 3,063          | 7.78%            | 73               | 0.19%         | 32            | 0.08% |
| Carazo             | 43,784        | 67.70%        | 17,400      | 26.90%      | 3,182          | 4.92%          | 175              | 0.27%            | 136           | 0.21%         |       |
| Chinandega         | 64,090        | 70.59%        | 23,889      | 26.31%      | 2,503          | 2.76%          | 191              | 0.21%            | 120           | 0.13%         |       |
| Chontales          | 37,704        | 44.54%        | 35,783      | 42.27%      | 10,783         | 12.74%         | 253              | 0.30%            | 137           | 0.16%         |       |
| Estelí             | 38,361        | 60.79%        | 22,932      | 36.34%      | 1,562          | 2.48%          | 120              | 0.19%            | 129           | 0.20%         |       |
| Granada            | 32,413        | 61.80%        | 17,465      | 33.30%      | 2,220          | 4.23%          | 194              | 0.37%            | 159           | 0.30%         |       |
| Jinotega           | 46,434        | 52.16%        | 39,014      | 43.83%      | 3,242          | 3.64%          | 197              | 0.22%            | 131           | 0.15%         |       |
| León               | 99,477        | 74.30%        | 28,298      | 21.14%      | 5,110          | 3.82%          | 571              | 0.43%            | 424           | 0.32%         |       |
| Madriz             | 38,382        | 60.33%        | 22,840      | 35.90%      | 2,258          | 3.55%          | 93               | 0.15%            | 49            | 0.08%         |       |
| Managua            | 278,339       | 69.02%        | 95,797      | 23.75%      | 26,192         | 6.49%          | 1,858            | 0.46%            | 1,108         | 0.27%         |       |
| Masaya             | 42,749        | 59.92%        | 25,075      | 35.15%      | 3,104          | 4.35%          | 276              | 0.39%            | 141           | 0.20%         |       |
| Matagalpa          | 62,544        | 57.63%        | 39,054      | 35.99%      | 6,454          | 5.95%          | 351              | 0.32%            | 122           | 0.11%         |       |
| Nueva Segovia      | 47,260        | 55.36%        | 33,179      | 38.87%      | 4,718          | 5.53%          | 103              | 0.12%            | 107           | 0.13%         |       |
| Río San Juan       | 23,706        | 60.92%        | 12,668      | 32.56%      | 2,326          | 5.98%          | 138              | 0.35%            | 73            | 0.19%         |       |
| Rivas              | 31,782        | 68.07%        | 12,445      | 26.66%      | 2,052          | 4.40%          | 269              | 0.58%            | 139           | 0.30%         |       |
| Costa Caribe Norte | 36,458        | 53.10%        | 23,929      | 34.85%      | 7,790          | 11.35%         | 398              | 0.58%            | 82            | 0.12%         |       |
| Costa Caribe Sur   | 21,321        | 61.16%        | 7,324       | 21.01%      | 5,886          | 16.89%         | 260              | 0.75%            | 60            | 0.20%         |       |
| Fuente: CSE        |               |               |             |             |                |                |                  |                  |               |               |       |